# Spin art

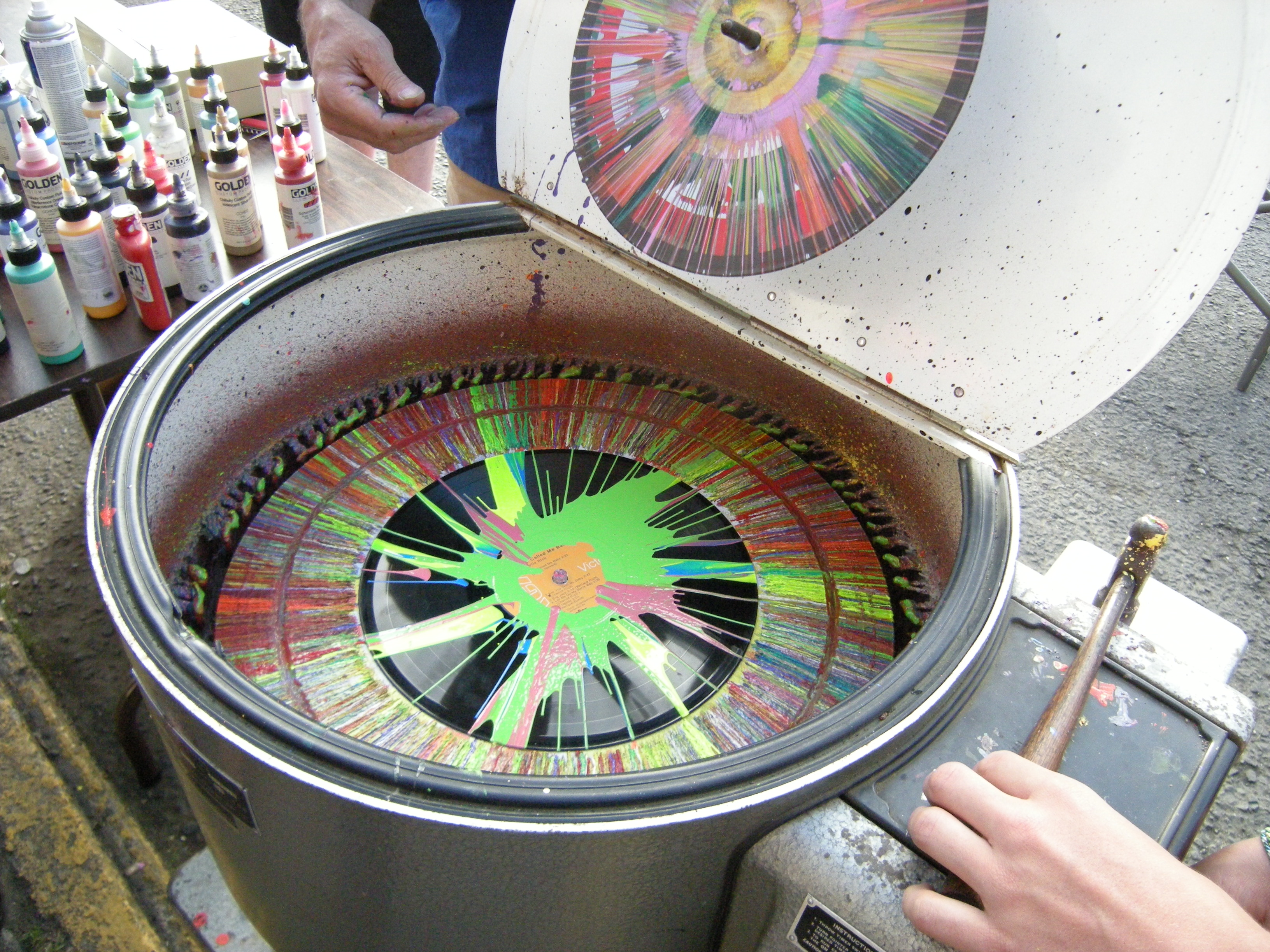
Spin art effectué dans une centrifugeuse portable en Street-Art.

Le spin art ou spin painting est un procédé pictural utilisant la force centrifuge pour répartir de la peinture sur un support. On retrouve cette technique dans le monde scolaire comme dans l'art contemporain.

## Technique
Le support, généralement une toile sur châssis, papier ou carton, est fixé sur un dispositif rotatif. Le peintre verse la peinture sur le support en rotation afin que la force centrifuge répartisse les couleurs sur le support. Vitesse, temps de rotation et viscosité de la peinture employée influent sur le résultat final. L'équipement utilisé pour ce type de réalisation va du jouet au tour industriel. Dans tous les cas de figure, il est important que le support soit solidement fixé au tour et des projections de peinture sont à prévoir. 

## Historique
Apparition probable dans le courant des années 1960. Le spin art apparaît dans la mouvance de l'action painting. Pratique, ludique, convivial et facile d'accès, le spin art se diffuse comme loisir créatif. Des artistes expérimenteront également les diverses possibilités de cette technique.

## Art populaire
La simplicité du procédé technique permet à de nombreux amateurs de construire leur propre tour. Des petites machines électriques permettant de réaliser des spin paintings format carte sont également commercialisées dès les années 1960. Avec la sérigraphie artisanale et le batik, le spin art participe à l'esthétique populaire des années 1960-70. Aujourd'hui, le spin art est toujours pratiqué comme loisir créatif ou éducatif, y compris en milieu scolaire. 
En 2006, la Hong Kong Youth Arts Fondation organise le Spin Painting Visual Art & Fundraising Project, avec la collaboration de 70 écoles.

## Beaux arts
Depuis son apparition, ce procédé a été utilisé par divers artistes. La maîtrise technique et les recherches spécifiques de ces artistes ont donné des résultats très différents de la spin painting amateur.
Liste non exhaustive :
Alfons Schilling : Influencé par l'action painting. Il réalise ses premières spin paintings dans les années 1960. Le support rotatif qu'il semble utiliser à cette époque a l'originalité d'être positionné verticalement. « Ce que je voulais, c'est que le peintre ne soit pas le seul à être en mouvement, la peinture devait l'être aussi », a-t-il déclaré.
Annick Gendron : Artiste peintre, France. 1968. Ses spin paintings sont réalisées sur plexiglas avec des peintures pour carrosserie. L'une de ses réalisations remporte le prix de l'ORTF en 1970.
Damien Hirst : Artiste plasticien, Grande Bretagne, 1995. Appartenant au courant des Young British Artists, il commence en 1995 une série de spin paintings sur toiles circulaires également éditées en sérigraphie.